# Peško
Peško je přírodní památka ve správě příspěvkové organizace Správa slovenských jeskyní.
Nachází se v katastrálním území obce Bretka v okrese Rožňava v Košickém kraji. Území bylo vyhlášeno v roce 2013, přičemž své ochranné pásmo nemá památka stanoveno.